# Små skred
|  | Denne artikel er oprettet af botten PalnaBot ud fra en ekstern database. Den kan derfor have sproglige fejl eller mangler. Denne skabelon kan fjernes efter kontrol af indholdet. |

Små skred er en kortfilm fra 2003 instrueret af Birgitte Stærmose efter manuskript af Birgitte Stærmose og Ida Maria Rydén.

## Handling
Linda er 12 år og keder sig. Ingen og ingenting interesserer hende ' selv sodavandsisen smager af kedsomhed ' indtil hun tilfældigt møder en mand på den lokale tankstation. Hun fascineres lidt af ham, - nok til at følge med ham. Men interessen skifter karakter og bliver pludselig helt anderledes farlig. Dette tilsyneladende uskyldige møde viser sig at få skæbnesvangre følger og ændrer drastisk livet for den 12-årige Linda. "Små skred" er baseret på novellen "Small Avalanches" af den amerikanske forfatter Joyce Carol Oates.